# Інкауасі (Аякучо)
Інкауасі (Inka Wasi) — давнє містечко часів існування імперії інків Тауантінсую. Було адміністративним, релігійним, церемоніальним та астрономічним центром частини-«чверті» Кунтісую. Назва перекладається як «Дім Інки». Є археологічною пам'яткою Перу.

## Географія
Руїни розташовані 3293 м над рівнем моря, у долині Парінакочас, неподалік від озера Парінакочас, на відстані 504 км від м. Ліма. Розташовано у окрузі Пульо провінції Парінакочас регіону Аякучо.

## Історія
Стосовно часу заснування Інкауасі нічого невідомо. За думку більшості дослідників це відбулося або наприкінці володарювання Сапа Інки Пачакутека, або в часи правління Тупак Юпанкі. З огляду на вигідне розташування міста, на шляху від Куско (столиці імперії) до порту Чала на океанічному узбережжі, поруч з озером, місто виконувало, на думку дослідників, завдання тамбо для військ, самого Сапа Інки (імператора). Також напевне тут могли зупинятися посланці-часкі. Крім того, з Чали через Інкауасі доставляли морську рибу до столу імператора та знаті. На думку вчених, Інкауасі водночас могло бути своєрідним пунктом, де поєднували товари з тихоокеанської частини та гірської частин імперії. тут розташовувалися комори, де насамперед зберігалися харчі, зокрема кукурудза.
Відомо, що тут проводилося велике свято інків Сара Айморай Раймі на честь врожаю кукурудзи, оскільки це місто було місцем поклоніння божеству кукурудзи — Мама Сара. На свято прибували делегації з чвертів Антісую, Кольасую, Чинчайсую, та рідної чверті Кунтісую. Іншою важливою церемонією можливо було висвячення спадкоємця або співволодаря трону, хоча ця теорія не має достатніх аргументів.
У місяць Айморай (відповідно до травня) Сапа Інка разом із священиками та вченими-амаутами збиралися в обсерваторії Інкауасі, де проводили низку астрономічних досліджень задля визначення точного часу збирання кукурудзи.
Час занепаду Інкауасі збігається з періодом боротьби за владу між Уаскаром і його братом Атауальпою. Відсутність догляду з боку центрального уряду призвело до фактичного знищення міста.

## Опис
На тепер збереглися окремі незначні залишки будівель у кількості до 20. Належність міста до інкської епохи обумовлює особливість зведення стін будинків (їх зовнішня сторона вкрита характерним різьбленням), що характерно саме для архітектури інків. Також збереглися особливі інкські вежі, що називаються чульпа (з кутовою або круглою базою).
У непоганому стані збереглася невеличка астрономічна обсерваторія інків, виявлені численні астрономічні інструменти інків, а також руїни палацу, де мешкав курака (за іншою версією тут зупинявся спадкоємець Інкапа Рантін). За свідченням іспанських хроністів, на центральній площі міста стояли скульптури кукурудзяного початку та богині кукурудзи Мами Сари у повний зріст, вироблені із суцільного золота.
Втім, від більшості залишився лише фундамент, на якому зведені нові будинки перуанського селища Інкуйо. На місці колишнього храму Сонця зведено католицьку церкву. Водночас на тепер не ведуться ґрунтовні археологічні дослідження. Загрозу збереженню цієї пам'ятки становлять так званні «чорні археологи».